# Artur Aleksanjan

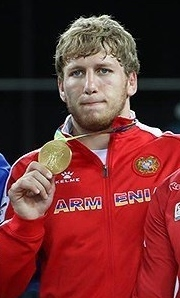
Artur Aleksanjan

Artur Aleksanjan (armenisch Արթուր Ալեքսանյան; * 21. Oktober 1991 in Gjumri) ist ein armenischer Ringer. Er gewann bei den Olympischen Spielen 2012 eine Bronzemedaille, bei den Olympischen Spielen 2016 eine Goldmedaille und bei den Olympischen Spielen 2020, die 2021 in Tokio stattfanden, eine Silbermedaille. 2012, 2013, 2014, 2018 und 2020 wurde er Europameister und 2014, 2015 und 2017 auch Weltmeister, jeweils im griechisch-römischen Stil im Halbschwergewicht (bis 98 kg bzw. bis 97 kg Körpergewicht).

## Werdegang
Artur Aleksanjan begann als Jugendlicher im Jahre 2001 mit dem Ringen. Er konzentrierte sich dabei auf den griechisch-römischen Stil und startet für einen Verein aus Gjumri. Trainiert wurde er zunächst von seinem Vater Geworg Aleksanjan und seit 2010 von Armen Babalarjan. Er ist Student, lebt aber z. Zt. vom Ringen. In deutschen Ringerkreisen ist er gut bekannt. In der Saison 2014/15 rang er für den ASV Mainz 88.
Die internationale Karriere von Artur Aleksanjan begann im Jahre 2008, als er bei der Junioren-Europameisterschaft (Altersgruppe Cadets) in Daugavpils in der Gewichtsklasse bis 76 kg den 5. Platz belegte. Bei den folgenden Juniorenmeisterschaften war er noch erfolgreicher. So gewann er bei der Junioren-Europameisterschaft 2009 in Tiflis im Mittelgewicht hinter Ramsin Azizsir (Deutschland) und Murta Taghijew (Aserbaidschan) eine Bronzemedaille. Die gleiche Medaille gewann er auch bei der Junioren-Weltmeisterschaft 2009 in Ankara im Mittelgewicht hinter Babak Hossein Ghorbani Goldasteh (Iran) und Alan Chugajew (Russland). 2010 wurde er in Samokow Junioren-Vize-Europameister im Mittelgewicht hinter Aslan Atem aus der Türkei und im Juli 2010 wurde er in Budapest sogar Junioren-Weltmeister im Mittelgewicht vor Lee Se-yeol (Südkorea).
Im Jahre 2011 setzte Artur Aleksanjan seine Erfolge bei den Senioren nahtlos fort. Im April dieses Jahres wurde er in Dortmund Vize-Europameister im Halbschwergewicht. Dabei besiegte er u. a. Soso Jabidse aus Georgien und Elis Guri aus Bulgarien. Im Finale unterlag er gegen Timofei Dseinitschenko (Belarus). Eine überraschende Finalniederlage musste er allerdings im Juni 2011 in Zrenjanin bei der Junioren-Europameisterschaft hinnehmen. Er verlor dort gegen den Ungarn György Rizmajer. Auch bei den nächsten Wettkämpfen musste er einige Rückschläge hinnehmen. So belegte er bei der Junioren-Weltmeisterschaft 2011 in Bukarest im Halbschwergewicht nur den 9. Platz, weil er nach einem Sieg über Luca Minguzzi (Italien) gegen Metahan Basar aus der Türkei unterlag und danach ausschied, weil Basar das Finale nicht erreichte. Auch bei der Weltmeisterschaft 2011 in Istanbul gewann er keine Medaille. Er gewann dort zwar drei Kämpfe, verlor aber dann gegen den Türken Cenk İldem. Dieser kam nicht in das Finale, so dass für Artur Aleksanjan diese Meisterschaft auf dem 7. Platz beendet war.
In die Erfolgsspur fand er dann im Jahre 2012 zurück. Zunächst wurde er in Belgrad im Halbschwergewicht mit Siegen über Sinisa Hogac, (Kroatien), György Rizmajer, Sergei Rutenko (Ukraine) Oliver Hassler (Deutschland) und Mindaugas Ežerskis (Litauen) Europameister. Danach qualifizierte er sich mit einem Sieg in einem Turnier in Sofia für die Olympischen Spiele 2012 in London. In London kam er im Halbschwergewicht zu einem Sieg über Daigoro Timoncini (Italien) verlor dann gegen Ghasem Rezaei (Iran) und sicherte sich danach in der Trostrunde mit Siegen über Cenk Ildem und Yunior Estrada Falcon aus Kuba eine Bronzemedaille.
Im März 2013 gewann Artur Aleksanjan bei der Europameisterschaft in Tiflis bereits seinen zweiten Europameistertitel. Auf dem Weg zu diesem Erfolg besiegte er Frederik Schoen (Schweden), Soso Jabidse, Cenk Ildem, Schalwa Gadabadse (Aserbaidschan) und im Finale Wladislaw Metodiew (Bulgarien), den er in zwei Runden mit jeweils 3:0 Punkten sicher beherrschte. Bei der Weltmeisterschaft dieses Jahres in Budapest besiegte er Mahdi Aliyari Feyrabadi (Iran), Wladislaw Metodiew, Jerulan Iskakow (Kasachstan) und den Ex-Weltmeister Balasz Kiss (Ungarn). Im Finale unterlag er dem Russen Nikita Melnikow knapp nach Punkten. Gegen Melnikow hatte er zwei Monate vorher auch schon den Endkampf bei der Universiade in Kasan verloren.
2014 sicherte sich Artur Aleksanjan im finnischen Vantaa den dritten Europameistertitel in Folge. Er besiegte dabei in der Gewichtsklasse bis 98 kg Wladimir Wassiljew (Ukraine), Sinisa Hogan (Kroatien), Felix Radinger (Deutschland), Marthin Hamlet Nielsen (Norwegen) und im Finale Cenk Ildem. Im September 2014 war er auch bei der Weltmeisterschaft in Taschkent erfolgreich. Er besiegte jeweils sehr sicher Arslan Saparmamedow (Turkmenistan), Adam Varga (Ungarn), Alexander Hrabowik (Belarus) und Ghasem Rezaei (Iran) und stand damit im Finale dem Deutschen Oliver Hassler gegenüber. Es gelang ihm in diesem Kampf Oliver Hassler schon nach wenigen Sekunden in die Bodenlage zu zwingen, aus der sich dieser nicht mehr befreien konnte und der Kampf schon nach 56 Sekunden zu Gunsten von Artur Aleksanjan beendet war.
Nachdem Artur Aleksanjan bei den 1. Europäischen Spielen 2015 in Baku nicht am Start war, sicherte er sich bei den Weltmeisterschaften 2015 in Las Vegas erneut den Weltmeistertitel. Auf dem Weg zu diesem Erfolg besiegte er Yasuhiro Yonehira (Japan), Marthin Hamlet Nielsen, Dimitrij Timtschenko aus der Ukraine, Alin Alexuc-Ciurariu aus Rumänien und im Finale den Olympiasieger von 2012 Ghasem Rezaei.
2016 musste er sich im Finale der Europameisterschaft in Riga dem Russen Nikita Melnikow geschlagen geben. Danach holte er aber bei den Olympischen Spielen 2016 in Rio de Janeiro zum ganz großen Schlag aus. Mit Siegen über Daigoro Timoncini, Italien, Alin Alexuc-Ciurariu, Cenk İldem, Türkei und Yasmany Daniel Lugo Cabrera, Kuba wurde er dort Olympiasieger.
Bei der Europameisterschaft 2017 in Novi Sad musste sich Artur Alexanjan überraschend mit einer Bronzemedaille begnügen, nachdem er im Viertelfinale vom Norweger Felix Baldauf geschlagen wurde. Bei der Weltmeisterschaft 2017 in Paris rückte er aber die Fronten wieder gerade, denn er wurde dort mit fünf überlegenen Siegen zum dritten Mal Weltmeister. Auch bei der Europameisterschaft 2018 in Kaspijsk war er nicht zu schlagen und gewann in der Gewichtsklasse den Titel. Im Finale bezwang er dabei Micheil Kadschaia, einen für Serbien startenden Georgier. Bei der Weltmeisterschaft 2018 in Budapest konnte Artur Aleksanjan seinen Titel aus dem Vorjahr nicht verteidigen, weil er nach drei gewonnenen Kämpfen im Halbfinale gegen Musa Ewlojew aus Russland nach Punkten verlor. Im Kampf um die Bronzemedaille konnte er verletzungsbedingt nicht antreten.
Nach Auskurierung seiner Verletzung war Artur Aleksanjan bei den Europaspielen im Juni 2019 in Minsk wieder am Start. Er besiegte dort im Halbschwergewicht Revazi Nadareischwili, Georgien, Daniel Gastl, Österreich, Alexander Golowin, Russland und Alexander Hrabovik, Belarus, und wurde damit Sieger. Im September desselben Jahres trat er bei den Weltmeisterschaften in Nur-Sultan an. Nach Siegen gegen unter anderem Cenk İldem und Mohammad Hadi Saravi unterlag er im Finale dem Russen Mussa Jewlojew und landete auf Rang 2.
Bei den Europameisterschaften 2020 in Rom gewann Aleksanjan mit dem Finalsieg über den Italiener Nikoloz Kakhelashvili die Goldmedaille.
Artur Aleksanjan nahm 2021 an den Olympischen Spielen in Tokio teil. Nach drei Siegen trat er im Finale erneut gegen Mussa Jewlojew, den Finalkampfgegner der WM 2019, an und verlor mit 1:5, was den Gewinn der Silbermedaille bedeutete.
Bei den Weltmeisterschaften 2023 in Belgrad gewann Aleksanjan die Silbermedaille. Bei den Olympischen Spielen 2024 in Paris gewann er ebenfalls die Silbermedaille.

## Internationale Erfolge
| Jahr | Platz  | Wettbewerb                                  | Gewichtsklasse | Ergebnisse |
| ---- | ------ | ------------------------------------------- | -------------- | --- |
| 2008 | 5.     | Junioren-EM (Cadets) in Daugavpils          | bis 76 kg      | Sieger: Aslan Atem, Türkei vor Rizvan Matajew, Russland |
| 2009 | 3.     | Junioren-EM in Tiflis                       | Mittel         | hinter Ramsin Azizsir, Deutschland und Murta Taghijew, Aserbaidschan |
| 2009 | 3.     | Junioren-WM in Ankara                       | Mittel         | hinter Babak Hossein Ghorbani Goldasteh, Iran und Alan Chugajew, Russland |
| 2010 | 2.     | Junioren-EM in Samokow                      | Mittel         | hinter Aslan Atem, vor Stanislaw Kanew, Bulgarien und Johan Kvarnmark, Schweden |
| 2010 | 1.     | Junioren-WM in Budapest                     | Mittel         | vor Lee Se-yeok, Südkorea, Arsen Kacahbrischwili, Georgien und Schan Belenjuk, Ukraine |
| 2011 | 2.     | EM in Dortmund                              | Halbschwer     | nach Siegen über Wladimir Radosavljevic, Montenegro, Soso Jabidse, Georgien, Marthin Hamlet Nielsen, Norwegen und Elis Guri, Bulgarien und einer Niederlage gegen Timofei Dseinitschenko, Belarus      |
| 2011 | 2.     | Junioren-EM in Zrenjanin                    | Halbschwer     | hinter György Rizmajer, Ungarn, vor Metahan Basar, Türkei und Sandro Dichaminija, Georgien |
| 2011 | 9.     | Junioren-WM in Bukarest                     | Halbschwer     | nach einem Sieg über Luca Minguzzi, Italien und einer Niederlage gegen Metahan Basar |
| 2011 | 7.     | WM in Istanbul                              | Halbschwer     | nach Siegen über Dejan Franjkovic, Serbien, David Vala, Tschechien und Schalwa Gadabadse, Aserbaidschan und einer Niederlage gegen Cenk Ildem, Türkei                                                  |
| 2012 | 7.     | "Dan Kolow & Iwan Petrow"-Memorial in Sofia | Halbschwer     | Sieger: Soso Jabidse vor Kalojan Dinchew, Bulgarien |
| 2012 | 1.     | EM in Belgrad                               | Halbschwer     | nach Siegen über Sinisa Hogac, Kroatien, György Rizmajer, Sergei Rutenko, Ukraine, Oliver Hassler, Deutschland und Mindaugas Ežerskis, Litauen                                                         |
| 2012 | 1.     | Olympia-Qualif.-Turnier in Sofia            | Halbschwer     | vor Ardo Arusaar, Estland, Dimitri Timchenko, Ukraine und Schalwa Gadabadse |
| 2012 | Bronze | OS in London                                | Halbschwer     | nach einem Sieg über Daigoro Timoncini, Italien, einer Niederlage gegen Ghasem Rezaei, Iran und Siegen über Cenk Ildem und Yunior Estrada Falcon, Kuba                                                 |
| 2012 | 5.     | "Moscow Lights"                             | Halbschwer     | hinter Konstantin Efimow und Nikita Melnikow, beide Russland, Aras Hasanow, Aserbaidschan und Sergei Rutenko                                                                                           |
| 2013 | 1.     | Thor-Masters in Nyköbing                    | Halbschwer     | vor Sargis Tenojan, Armenien, Timo Antero Kallio, Finnland und Peter Öhler, Deutschland |
| 2013 | 1.     | EM in Tiflis                                | Halbschwer     | nach Siegen über Frederik Schoen, Schweden, Soso Jabidse, Cenk Ildem, Schalwa Gadabadse und Wladislaw Metodiew, Bulgarien                                                                              |
| 2013 | 1.     | "Trophee Milone" in Sassari                 | Halbschwer     | vor Cenk Ildem und Adrian Mocanu, Moldawien |
| 2013 | 2.     | Universiade in Kasan                        | Halbschwer     | hinter Nikita Melnikow, Russland, vor Michail Kadschaia, Georgien und Mahdi Aliyari Feyzabadi, Iran |
| 2013 | 2.     | WM in Budapest                              | Halbschwer     | nach Siegen über Mahdi Aliyari Feyzabadi, Wladislaw Metodiew, Jerulan Iskakow, Kasachstan und Balasz Kiss, Ungarn und einer Niederlage gegen Nikita Melnikow                                           |
| 2014 | 1.     | Dan Kolow & Nikola Petrow-Memorial in Sofia | bis 98 kg      | vor Wladimir Wassiljew, Ukraine, Ardo Arusaar, Estland und Alin Alexu-Ciurariu, Rumänien |
| 2014 | 1.     | EM in Vantaa/Finnland                       | bis 98 kg      | nach Siegen über Wladimir Wassiljew, Sinisa Hogan, Kroatien, Felix Radinger, Deutschland, Marthin Hamlet Nielsen, Norwegen und Cenk Ildem                                                              |
| 2014 | 1.     | Trophee Milone in Sassari                   | bis 98 kg      | vor Attila Szmik, Ungarn und Dimitrios Papadopoulos, Griechenland |
| 2014 | 1.     | Großer Preis von Deutschland in Dortmund    | bis 98 kg      | vor Cenk Ildem, Aleksander Hrabowik, Belarus, Rami Hietaniemi und Timo Antero Kallio, beide Finnland                                                                                                   |
| 2014 | 1.     | WM in Taschkent                             | bis 98 kg      | nach Siegen über Arslan Saparmamedow, Turkmenistan, Adam Varga, Ungarn, Alexander Hrabowik, Belarus, Ghasem Rezaei, Iran und Oliver Hassler, Deutschland                                               |
| 2015 | 1.     | Dan Kolow & Nikola Petrow-Turnier in Sofia  | bis 98 kg      | vor Daigoro Timoncini, Italien, Wladislaw Metodiew und Sayedmostafa Salehizadeh, Iran |
| 2015 | 1.     | Großer Preis von Spanien in Madrid          | bis 98 kg      | vor Marthin Hamlet Nielsen, Josef Patrick Rau, USA und Felix Baldauf, Norwegen |
| 2015 | 1.     | WM in Las Vegas                             | bis 98 kg      | nach Siegen über Yasuhiro Yonehira, Japan, Marthin Hamlet Nielsen, Dimitrij Timtschenko, Ukraine, Alin Alexuc-Ciurariu, Rumänien und Ghasem Rezaei                                                     |
| 2016 | 1.     | Dan Kolow & Nikola Petrow-Turnier in Sofia  | bis 98 kg      | vor Elis Guri, Bulgarien, Luillys Perez, Venezuela und Amir Hossein Hosseini, Iran |
| 2016 | 2.     | EM in Riga                                  | bis 98 kg      | nach Siegen über Dimitri Timchenko, Ukraine, Daniel Gastl, Österreich und Cenk Ildem, Türkei und einer Niederlage im Finale gegen Nikita Melnikow                                                      |
| 2016 | Gold   | OS in Rio de Janeiro                        | bis 98 kg      | nach Siegen über Daigoro Timoncini, Italien, Alin Alexuc-Ciurariu, Cenk İldem und Yasmany Daniel Lugo Cabrera, Kuba                                                                                    |
| 2017 | 3.     | EM in Novi Sad                              | bis 98 kg      | nach siegen über Vilius Laurinaitis, Litauen und Micheil Kadschaia, Serbien, einer Niederlage gegen Felix Baldauf, Norwegen und Siegen über Artur Omarov, Tschechien und Dimitrij Timtschenko, Ukraine |
| 2017 | 1.     | WM in Paris                                 | bis 98 kg      | nach Siegen über Sayedmostafa Salehizadeh, Iran, Tracy Hancock G'Angelo, USA, Revasi Nadareischwili, Georgien, Rustam Assakalow, Usbekistan und Mussa Jewlojew, Russland                               |
| 2018 | 1.     | EM in Kaspijsk                              | bis 97 kg      | nach Siegen über Robert Awanesjan, Israel, Laokratis Kessidis, Griechenland, Matti Kuosmanen, Finnland und Micheil Kadschaia, Serbien                                                                  |
| 2018 | 5.     | WM in Budapest                              | bis 97 kg      | nach Siegen über Nikolos Kachelaschwili, Italien, Felix Baldauf, Norwegen und Revasi Nadareischwili, Georgien und Niederlagen gegen Musa Ewlojew, Russland und Mahdi Abbas Aliyarifeizabadi, Iran      |
| 2019 | 1.     | Europaspiele                                | bis 97 kg      | nach Siegen über Revazi Nadareischwili, Georgien, Daniel Gastl, Österreich, Alexander Golowin, Russland und Alexander Hrabovik, Belarus                                                                |
| 2019 | 2.     | WM in Nur-Sultan                            | bis 97 kg      | hinter Mussa Jewlojew aus Russland und vor Cenk İldem und Micheil Kadschaia |
| 2020 | 1.     | EM in Rom                                   | bis 97 kg      | vor Nikoloz Kakhelashvili aus Italien, Cenk İldem und Alexander Golowin |
| 2021 | Silber | OS in Tokio                                 | bis 97 kg      | nach Siegen über Üsür Dschussupbekow, Kirgisistan, Arvi Savolainen, Finnland, Mohammad Hadi Saravi, Iran, und der Finalniederlage gegen Mussa Jewlojew                                                 |
| 2023 | 2.     | WM in Belgrad                               | bis 97 kg      | |
| 2024 | Silber | OS in Paris                                 | bis 97 kg      | |

Erläuterungen
- alle Wettbewerbe im griechisch-römischen Stil
- OS = Olympische Spiele, WM = Weltmeisterschaft, EM = Europameisterschaft
- Mittelgewicht, Gewichtsklasse bis 84 kg, Halbschwergewicht, bis 96 kg Körpergewicht (bis 31. Dezember 2013, seit 1. Januar 2014 gilt eine neue Gewichtsklasseneinteilung durch den Ringer-Weltverband FILA, nunmehr UWW)

## Auszeichnungen
2016 wurde ihm die Ehrenbürgerschaft der Stadt Jerewan verliehen.